# 브라비아
브라비아(영어: BRAVIA)는 2005년 공개된 소니의 HDTV 브랜드이다. BRAVIA란 이름 B, R, A, V, I, A("Best Resolution Audio Visual Integrated Architecture)의 첫 글자를 따서 지어졌다. 2014년부터 소니 비주얼 프로덕트에서 설계와 생산을 담당하고 있다.

## 역사
1998년부터 소니는 독일의 웨가를 인수하여 웨가시리즈를 발매하여 주력인 음극선관을 사용한 트리니트론 텔레비전과 함께 프로젝션 TV, 일부 PDP TV에 사용하고 있었다. 하지만 점차 음극선관을 사용한 텔레비전의 판매율이 낮아지고 LCD TV시장이 커지게 되면서 LCD시장의 진출의 필요성이 높아지게 되었다. 이에 따라 2005년에 웨가을 철수하고 새로운 텔레비전의 서브브랜드인 BRAVIA가 공개되어, 소니가 그동안 공개했던 텔레비전 브랜드 트리니트론, WEGA등과 같은 여러 브랜드는 액정 텔레비전으로 차츰 정리하게 된다. 2005년에 발매를 시작하면서 덕분에 소니는 2005년 1분기 북미 시장 1위를 차지하였으나 2006년부터 삼성전자에게 1위 자리를 내주었으며 2010년부터는 LG전자에게 2위자리도 내주며 현재 세계 TV 시장 3위권에 위치하고 있다.

## 같이 보기
- 트리니트론
- 소니
- 웨가